# Паєтт (округ, Айдахо)
Шаблон:StateAbbr_ 44°01′ пн. ш. 116°46′ зх. д. / 44.01° пн. ш. 116.76° зх. д.
Округ Паєтт (англ. Payette County) — округ (графство) у штаті Айдахо, США. Ідентифікатор округу 16075.

## Історія
Округ утворений 1917 року.

## Демографія
За даними перепису 
2000 року 
загальне населення округу становило 20578 осіб, зокрема міського населення було 11652, а сільського — 8926.
Серед мешканців округу чоловіків було 10201, а жінок — 10377. В окрузі було 7371 домогосподарство, 5576 родин, які мешкали в 7949 будинках.
Середній розмір родини становив 3,21.
Віковий розподіл населення поданий у таблиці:
| Стать    | До 15 років | 15-21 | 22-29 | 30-39 | 40-49 | 50-65 | 65-85 | Понад 85 |
| -------- | ----------- | ----- | ----- | ----- | ----- | ----- | ----- | -------- |
| Чоловіки | 2657        | 1097  | 941   | 1328  | 1370  | 1556  | 1139  | 113      |
| Жінки    | 2531        | 990   | 956   | 1361  | 1412  | 1656  | 1240  | 231      |

## Суміжні округи
- Вашингтон — північ
- Джем — схід
- Каньйон — південь
- Малер, Орегон — захід

## Виноски
1. ↑  (unspecified title) — Москва: ВИНИТИ РАН, 1964. — С. 40. — 235 с.
2. ↑  U.S. Decennial Census. United States Census Bureau. Архів оригіналу за 26 квітня 2015. Процитовано 1 липня 2014.
3. ↑  Historical Census Browser. University of Virginia Library. Архів оригіналу за 11 серпня 2012. Процитовано 1 липня 2014.
4. ↑  Population of Counties by Decennial Census: 1900 to 1990. United States Census Bureau. Архів оригіналу за 30 жовтня 2014. Процитовано 1 липня 2014.
5. ↑  Census 2000 PHC-T-4. Ranking Tables for Counties: 1990 and 2000 (PDF). United States Census Bureau. Архів оригіналу (PDF) за 18 грудня 2014. Процитовано 1 липня 2014.
6. ↑  State & County QuickFacts. United States Census Bureau. Архів оригіналу за 17 липня 2011. Процитовано 1 липня 2014.(англ.) Наведено за англійською вікіпедією.
7. ↑  American FactFinder. Бюро перепису населення США. Архів оригіналу за 26 лютого 2012. Процитовано 31 січня 2008.

| США | Це незавершена стаття з географії США. Ви можете допомогти проєкту, виправивши або дописавши її. |